# 板山坪镇
板山坪镇，是中华人民共和国河南省南阳市南召县下辖的一个乡镇级行政单位。

## 行政区划
板山坪镇下辖以下地区：
天云村、粉房村、小街村、樊楼村、南河村、沙石村、献房村、漆树沟村、钟店村、莲花村、板山村、大青村、瓦房村、上楼村、松河村、松东村、华山村、华阳宫村、小余坪村、余坪村、两河口村、阳湖村、白河村和胡柱村。